# 1963 في فرنسا
فيما يلي قوائم الأحداث التي وقعت خلال عام 1963 في فرنسا.

## رياضة
- 1 يناير – جائزة فرنسا الكبرى 1963 الفائز جيم كلارك.
- 1 يناير – سباق طواف فرنسا 1963 الفائز جاك أنكيتيل.

## ظهور
- 1 يناير – كوكب القردة كتاب من تأليف بيير بول.

## أفلام
من الأفلام التي صدرت هذه السنة في فرنسا:
- 1 يناير – الأمس واليوم وغدا من إخراج فيتوريو دي سيكا.
- 1 يناير – إل غاتوباردو من إخراج لوتشينو فيسكونتي.
- 14 فبراير – 8½ من إخراج فيديريكو فليني.

## كتب
من الكتب التي صدرت هذه السنة في فرنسا:
- 1 يناير – كوكب القردة من تأليف بيير بول.
- 1 يناير – ولادة العيادة من تأليف ميشال فوكو.
- 28 يونيو – الحجلة من تأليف خوليو كورتاثر.

## مواليد

### يناير
- 6 يناير – نتالي ريتشارد ممثلة فرنسية.
- 21 يناير – نورة برة سياسية فرنسية.

### فبراير
- 9 فبراير – دانييل برافو لاعب كرة قدم فرنسي.
- 9 فبراير – لولو فيراري ممثلة إباحية فرنسية.
- 13 فبراير – هنري آبادي دراج فرنسي.

### مارس
- 10 مارس – جيل روزييه
- 22 مارس – جاك فيليب لاعب كرة قدم فرنسي.
- 27 مارس – فرانك بينو

### أبريل
- 7 أبريل – برنارد لاما لاعب كرة قدم فرنسي.
- 22 أبريل – دينيس بوداليدس

### مايو
- 30 مايو – رولاند لو كليرك درّاج طريق فرنسي.

### يونيو
- 2 يونيو – برنار كازنوف سياسي فرنسي.
- 6 يونيو – فينسنت كوليت
- 12 يونيو – فيليب بوجالسكي سائق رالي فرنسي.
- 17 يونيو – كريستوفر باراتير
- 25 يونيو – تييري ماري درّاج طريق فرنسي.

### يوليو
- 4 يوليو – هنري لوكونت لاعب كرة مضرب فرنسي.
- 12 يوليو – تيري تولاسن لاعب كرة مضرب فرنسي.
- 30 يوليو – بنجامان دو روتشيلد مصرفي فرنسي.

### أغسطس
- 12 أغسطس – فريديريك زاغو لاعب كرة قدم فرنسي.
- 14 أغسطس – إيمانويلي بيرت
- 22 أغسطس – غيل روسيت لاعب كرة قدم فرنسي.

### سبتمبر
- 8 سبتمبر – لوران اولميدو ممثل فرنسي.
- 10 سبتمبر – إريك بيان لاعب كرة قدم فرنسي.

### أكتوبر
- 16 أكتوبر – إيلي سمون
- 17 أكتوبر – فرانك بريو
- 18 أكتوبر – باسكال برونر ممثل فرنسي.

### نوفمبر
- 1 نوفمبر – فيليب لوكاس لاعب كرة قدم فرنسي.
- 5 نوفمبر – جان بيير بابان لاعب كرة قدم فرنسي.
- 6 نوفمبر – نادين مورانو سياسية فرنسية.
- 10 نوفمبر – صوفي أميش لاعبة كرة مضرب فرنسية.
- 15 نوفمبر – فرانسوا ديلاتر دبلوماسي فرنسي.
- 15 نوفمبر – فرانسوا ليماسون لاعب كرة قدم.
- 16 نوفمبر – أنطوان كومباريه لاعب كرة قدم فرنسي.
- 18 نوفمبر – ماريليني كانتو

### ديسمبر
- 2 ديسمبر – إريك بوير درّاج طريق فرنسي.
- 8 ديسمبر – إريك بولا

## وفيات

### يناير
- 28 يناير – غوستاف جريجو (مواليد 1884) درّاج طريق فرنسي.
- 30 يناير – فرانسيس بولنك (مواليد 1899) ملحن فرنسي.

### مارس
- 9 مارس – أندريه ليجيه (مواليد 1896) درّاج طريق فرنسي.
- 10 مارس – أندريه ماتشينو (مواليد 1903) لاعب كرة قدم فرنسي.

### أغسطس
- 13 أغسطس – لويس باستيان (مواليد 1881)
- 26 أغسطس – بيير كليمنس (مواليد 1913) دراج لوكسمبورغي.
- 31 أغسطس – جورج براك (مواليد 1882)

### أكتوبر
- 10 أكتوبر – إديث بياف (مواليد 1915) la môme piaf.
- 11 أكتوبر – جان كوكتو (مواليد 1889)
- 17 أكتوبر – ادمون باور (مواليد 1880) فيزيائي فرنسي.
- 17 أكتوبر – جاك هادامار (مواليد 1865) رياضياتي فرنسي.

### نوفمبر
- 10 نوفمبر – أوتو فلاكه (مواليد 1880) كاتب ألماني.
- 15 نوفمبر – أندريه لالاند (مواليد 1867) فيلسوف فرنسي.

### ديسمبر
- 14 ديسمبر – ماري مارفينغت (مواليد 1875)